# First Choice Holidays
First Choice Holidays plc war ein britischer Reiseveranstalter mit Sitz in Crawley. Dieser fusionierte 2007 mit der Touristiksparte von TUI zur TUI Travel.

## Geschichte
Der Reiseveranstalter wurde im Jahr 1973 gegründet und ging im Jahre 1982 an die London Stock Exchange. 1987 wurde die eigene Fluggesellschaft Air 2000, heute First Choice Airways, gegründet, im Jahr 1990 der Spezialreise-Veranstalter Redwing (Sovereign & Enterprise) gekauft. Im Jahre 1994 wurde die Konzernstruktur umgebaut. 2001 wurde zusammen mit Royal Caribbean Cruises die Kreuzfahrtreederei Island Cruises gegründet. Anfang 2007 fusionierte First Choice Holidays mit TUI und wurde zu TUI Travel. Die Fusion zur TUI Travel plc wurde am 29. Juni 2007 durch die EU-Kommission genehmigt. Am 25. Juli 2007 haben die Aktionäre der First Choice Holidays der Fusion zugestimmt. Die neuen TUI Travel plc Aktien wurden am 3. September 2007 erstmals an der London Stock Exchange gehandelt. TUI Travel plc wird vollständig in den Konzernabschluss der TUI AG einbezogen.

## Unternehmensstruktur
Im Jahre 2004 wurde First Choice Holidays plc in 4 Sektoren organisiert:
- Mainstream Holidays
- Activity Holidays
- Specialist Holidays
- Online Destination Services

First Choice Holidays führt über 80 Marken mit über 14.000 Beschäftigten. Die über 8 Millionen Kunden brachten im Jahre 2006 einen Umsatz von 2,715 Milliarden £ (= 4,024 Milliarden Euro).